# Isabel Fernández (judoka)
María Isabel Fernández Gutiérrez (Alicante, 1º febbraio 1972) è un'ex judoka spagnola.
Ha conquistato due medaglie olimpiche in quattro partecipazioni (1996, 2000, 2004 e 2008) ai giochi.

## Palmarès
Olimpiadi
- 2 medaglie:
  - 1 oro (57 kg a Sydney 2000)
  - 1 bronzo (56 kg a Atlanta 1996).

Mondiali
- 4 medaglie:
  - 1 oro (56 kg a Parigi 1997)
  - 2 argenti (57 kg a Birmingham 1999, 57 kg a Rio de Janeiro 2007)
  - 1 bronzo (57 kg a Monaco di Baviera 2001).

Europei
- 13 medaglie:
  - 6 ori (57 kg a Oviedo 1998, 57 kg a Bratislava 1999, 57 kg a Parigi 2001, 57 kg a Düsseldorf 2003, 57 kg a Bucarest 2004, 57 kg a Belgrado 2007)
  - 3 argenti (56 kg a Birmingham 1995, 56 kg a Ostenda 1997, 57 kg a Lisbona 2008)
  - 4 bronzi (57 kg a Maribor 2002, 57 kg a Rotterdam 2005, 57 kg a Tampere 2006).